# Ivo Lorscheiter
Dom José Ivo Lorscheiter (São José do Hortêncio, 7 de dezembro de 1927 — Santa Maria, 5 de março de 2007) foi um bispo católico brasileiro. Foi bispo auxiliar de Porto Alegre e o sexto bispo diocesano de Santa Maria.
Dom Ivo Lorscheiter nasceu numa família simples e religiosa. De origem alemã, era filho de Francisco Lorscheiter e Maria Mohr, tendo um irmão padre (Vendelino Lorscheiter, SJ) e vários familiares religiosos, dentre os quais seu primo Dom Aloísio Cardeal Lorscheider.
Dom Ivo foi o último bispo brasileiro nomeado pelo papa Paulo VI no decorrer do Concílio Vaticano II, em 1965. Foi Secretário-Geral e depois Presidente da Conferência Nacional dos Bispos do Brasil durante o período mais obscuro do Regime Militar Brasileiro, entre 1971 e meados da década de 1980. Nesse período abrigou na Igreja brasileira vários defensores da Teologia da Libertação, além de bispos e sacerdotes de tendências pouco conservadoras, entre eles o seu próprio primo, o cardeal Aloísio Lorscheider, que faleceu no dia 23 de dezembro de 2007, pouco depois.

## Estudos
Fez seus estudos primários em São José do Hortêncio. Realizou seus estudos iniciais no Seminário Menor São José de Gravataí, no período de 1939 a 1945. Estudou Filosofia no Seminário Central de São Leopoldo (1946-1948). Fez seus estudos teológicos na Pontifícia Universidade Gregoriana, em Roma, (1949-1953), onde doutourou-se em 1955. Sua tese versou sobre a tradição e o magistério na Igreja.
Foi ordenado sacerdote no dia 20 de dezembro de 1952 em Roma.
Foi professor e reitor do Seminário Menor de Gravataí. Foi professor e diretor na Faculdade de Filosofia do Seminário Maior de Viamão, do qual foi vice-reitor, em 1957. Foi professor de Cultura Religiosa em diversas faculdades da PUCRS durante os anos 60. Em 1958 foi reitor do Seminário Maior de Viamão, hoje Campus Viamão da PUCRS. Em 1960 foi nomeado cônego honorário do Cabido Metropolitano. Em 1962 recebeu o título de Monsenhor, pela Santa Sé. Estando em Roma, em 1965 foi convidado por Dom Vicente Scherer para participar do encerramento do Concílio Vaticano II.

## Episcopado
No dia 12 de novembro de 1965, o Papa Paulo VI nomeou-o bispo auxiliar de Porto Alegre, com a sé titular de Tamada. Recebeu a ordenação episcopal no dia 6 de março de 1966, em Porto Alegre, das mãos de Dom Vicente Scherer, Dom Aloísio Lorscheider e Dom Edmundo Luís Kunz. Foi nomeado pelo arcebispo de Porto Alegre como Vigário-Geral. Assumiu a coordenação do Regional Sul 3 da CNBB e da pastoral arquidiocesana.
Aos 26 de fevereiro de 1971 foi eleito Secretário-Geral da CNBB, passando a residir no Rio de Janeiro, mas continuando a ser bispo auxiliar de Porto Alegre. No dia 5 de fevereiro de 1974, o Papa Paulo VI nomeou Dom Ivo como sexto bispo diocesano de Santa Maria. Dom Ivo destacou-se por suas críticas ao regime militar no Brasil e pela sua defesa dos direitos humanos.
Em 24 de março de 2004 o Papa João Paulo aceita sua renúncia ao cargo de bispo diocesano, por limite de idade, e nomeia seu sucessor Dom Hélio Adelar Rubert.

## Cargos
- Bispo auxiliar em Porto Alegre (1966-1974)
- Subsecretário regional da CNBB, Sul 3
- Secretário geral da CNBB (1971-1974 e 1975-1978)
- Membro do Departamento Pastoral do CELAM
- Membro da Fundação Educacional Padre Landel de Moura
- Presidente da CNBB (1979-1982 e 1983-1986)
- Membro da Congregação para o Clero
- Delegado da CNBB junto ao CELAM (1987-1990)
- Membro da Comissão Episcopal de Pastoral da CNBB e como tal, responsável pelas questões referentes ao Ecumenismo e Diálogo inter-religioso e Comunicação Social (1991-1994 e 1995-1998)
- Delegado à Assembléia Especial do Sínodo dos Bispos para a América por eleição da Assembléia da CNBB e confirmado pelo Papa João Paulo II (1997), impedido de participar por doença
- Bispo de Santa Maria (1974-2004).

Lema: "Nova et Vetera" (Coisas novas e velhas).
Renunciou ao múnus pastoral no dia 24 de março de 2004.

## Sucessão
Dom José Ivo Lorscheiter foi o 6º Bispo de Santa Maria, sucedeu a Dom Érico Ferrari e foi sucedido por Dom Hélio Adelar Rubert.

## Ordenações

### Ordenações diaconais
- Clésio Facco, S.A.C. (1997)

### Ordenações presbíteros
- Bertilo João Morsch (1989)
- José Mário Angonese (1989)

### Ordenações episcopais
Dom José Ivo foi concelebrante da ordenação episcopal de:
- Arnaldo Ribeiro † (1975)
- Jacó Roberto Hilgert † (1976)
- Luiz Colussi † (1978)
- Alfredo Ernest Novak, C.Ss.R. † (1979)
- Luiz Demétrio Valentini (1982)
- José Mário Stroeher (1983)
- Anselmo Müller, M.S.F. † (1984)
- Hélio Adelar Rubert (1999)
- Protógenes José Luft, S.d.C. (2000)
- Irineu Sílvio Wilges, O.F.M. † (2000)
- Genival Saraiva de França (2000)